# Leytonstone

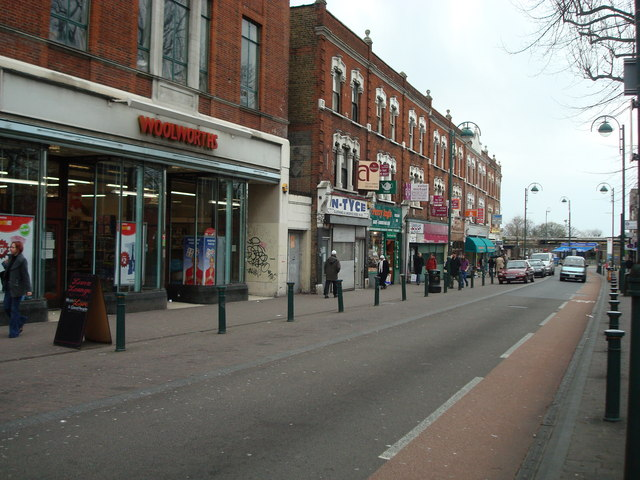
Leytonstone

Leytonstone är en stadsdel (district) i London Borough of Waltham Forest i nordöstra London. 
Leytonstone tillhörde historiskt grevskapet Essex, men blev 1965 en del av London.
Från Leytonstone kommer bland annat skådespelaren Derek Jacobi, filmregissören Alfred Hitchcock, medlemmarna i Iron Maiden Paul Di'Anno och Steve Harris samt fotbollsspelaren David Beckham.